# Terezina Ehrlich
Terezina Ehrlich [êrlih], slovenska slikarka češkega rodu, * 11. oktober 1919, Ovčja vas v Kanalski dolini.
Rodila se je v Ovčji vasi (italijansko Valburna) v Kanalski dolini v družini češkega kmeta Egidija in kmetice slovenskega rodu Katarine Kiel rojene Kandut.  29. decembra 1945 se je poročila s trgovcem, posestnikom in politikom Albinom Ehrlichom. Sredi 80-tih let 20. stoletja se je udeleževala slikarskih tečajev v Tinjah in se posvetila slikanju ikon in ljudskih prizorov  v olju na deske. Na razstavah v Celovcu, Trbižu, v Žabnicah, Vidmu in Trstu je dosegla velike uspehe.